# Автошлях США 27
Автошлях США 27 (U.S. Route 27, US 27) — автомобільний шлях напрямку північ-південь на півдні та південному заході США. Південний кінець від автошляху США 1 у Маямі, Флорида. Північний кінець знаходиться на Interstate 69 (I-69) у Форт-Вейні, Індіана. З Маямі вона іде вгору по центру Флориди, потім на захід до Таллахассі, Флорида, й на північ через такі міста, як Колумбус (Джорджія); Ром (Джорджія); Чаттануга, (Теннессі); Лексінгтон, (Кентуккі); Цинциннаті (Огайо); Оксфорд (Огайо); Ричмонд (Індіана); і Форт-Вейн (Індіана). Колись він простягався на північ через Лансінг (Мічиган), до Чебойган, Макіна-Сіті, й приблизно на 3 років до Сент-Ігнас.
Автошлях США 27 з'явився у 1926 році, змінивши в багатьох місцях західний маршрут автошляху Діксі .

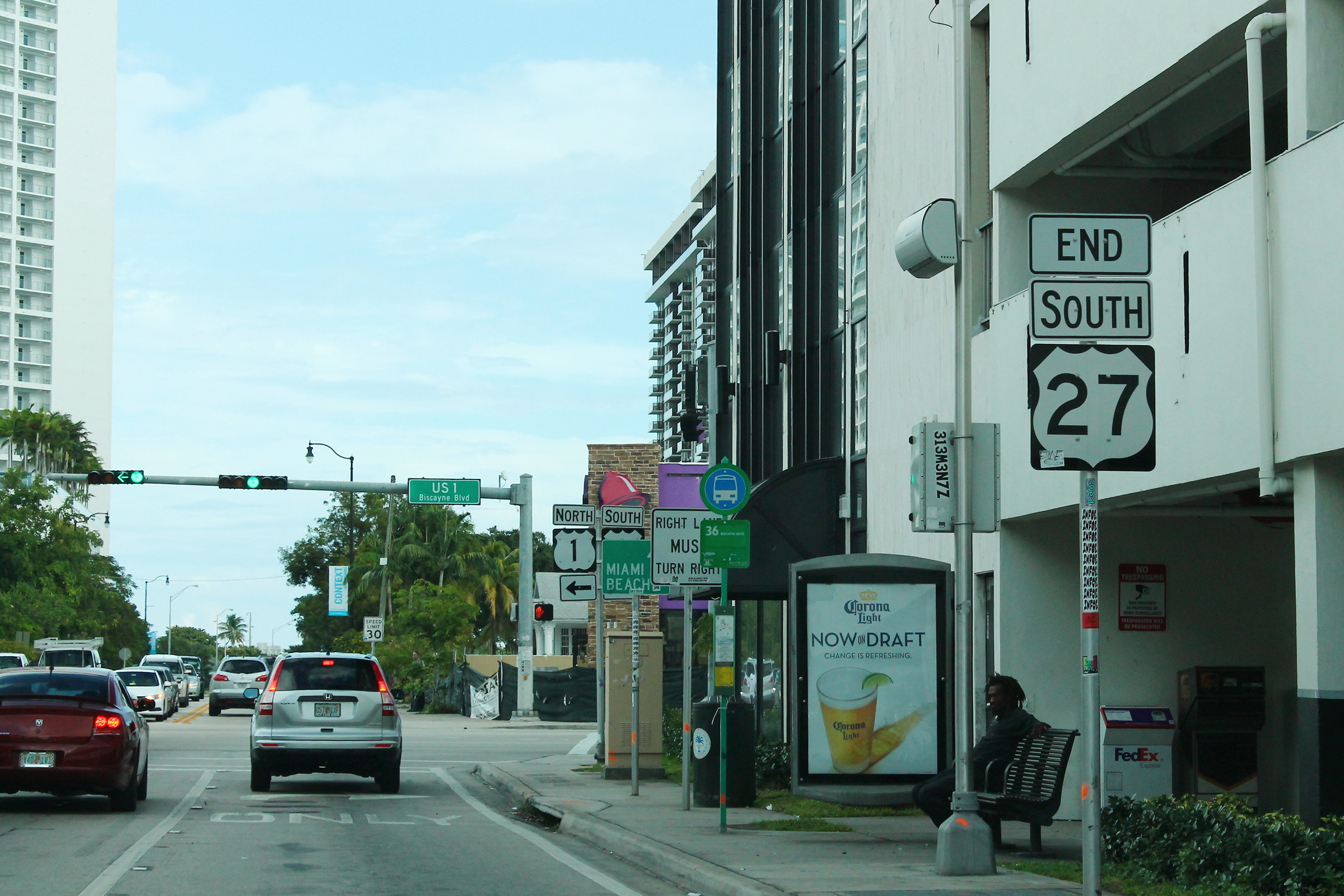
Південний термінал автошляху США 27 у автошлях США 1 у Маямі

Щит автошляху США 27, що використовувався у Флориді до 1993 року

У Флориді, автошлях США 27 названо Меморіальним шосе Клода Пепера, що був сенатором й конгресменом від Флриди. Майже по всій довжині автошляху США 27 у Флориді є розділеним шосе.
Автошлях США 27 починається як північна 36-а вулиця в Мідтауні Маямі, прямуючи на захід 7 км від автошляху США 1 перед поворотом на північний захід для проходу під західним кінцем Аеропорт Експресвея (штатна дорога 112). Потім він проходить на північний захід протягом 8 км як Південна дорога Окіхчобі, що паралельна Маямському каналу, що утворює південно-західну межу міста Хаалія. Після розв'язки з Палметтською автострадою (SR 826), вона продовжується на північний захід, як Північна Окічобі Роуд на відстані 8 км перед розв'язкою з Хомстедським продовженням Флоридської застави (ШД 821). Ще через 6 км, шосе загинає на північ й, пройшовши північний кінець Кром авеню (ШД 997), переходить у повіт Бровард .

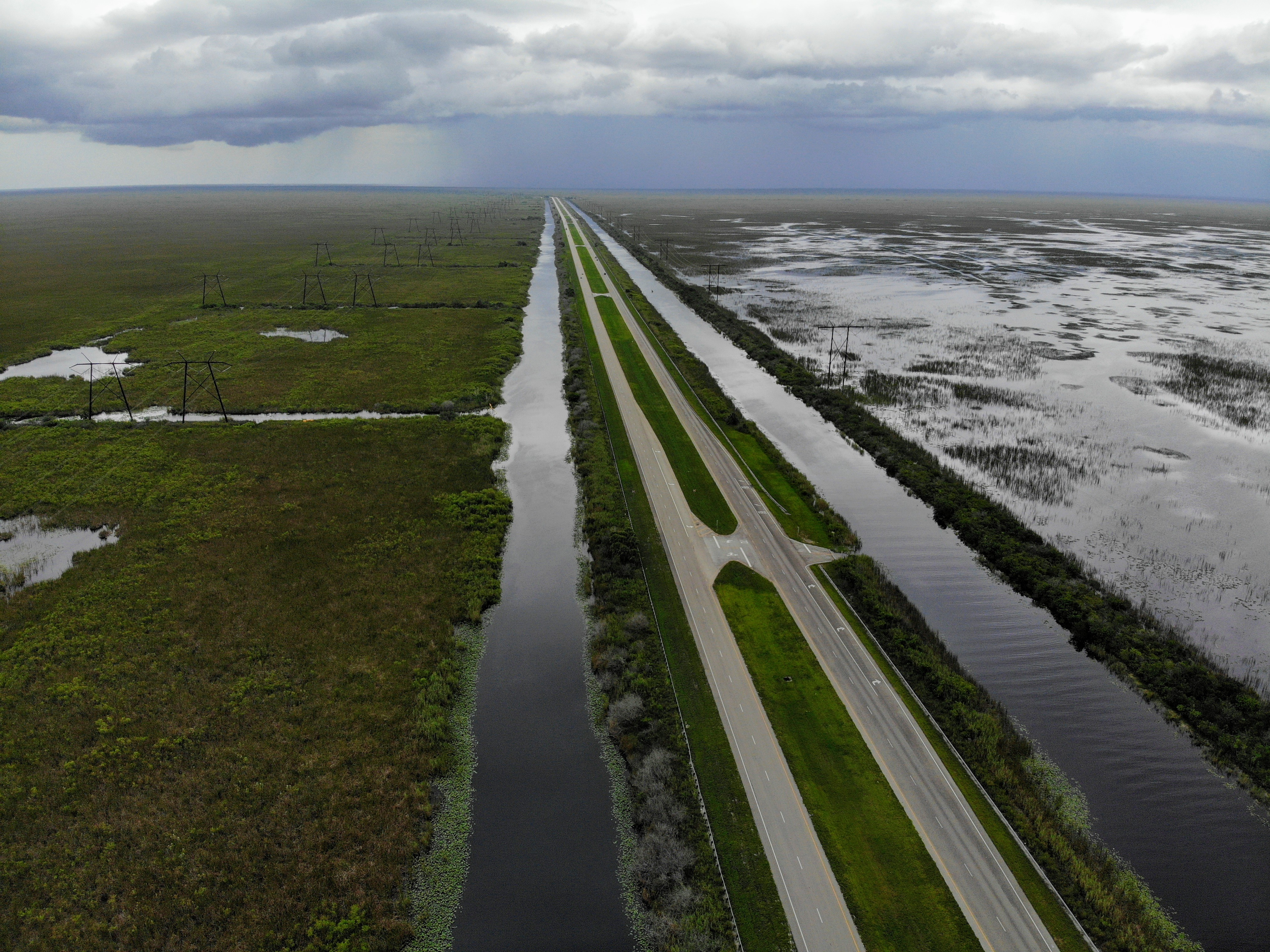
Повітряний знімок автошляху США 27 біля Еверглейдів.

У повіті Брвоард автошлях проходить захищені водно-болотні угіддя та напружені лінії електропередач на заході та зовнішню межу приміських громад Пембрук-Пайнс та Вестон на сході. Автошлях США 27 потім доходить до розв'язки з І-75 та Аллігаторною алеєю перед тим, як повернути на північний захід до Саут-Бей та озера Окічобі.
Шосе облягає південно-західний берег озера Окічобі, а потім прямує на захід у Клюїстон, перш ніж зробити різкий поворот на північ у напрямку Мур-Хейвена. Потім шлях рухається в північному напрямку до центральних районів Флориди — Лейк-Плесід, Сібрінг, Ейвон-Парк й Лейк-Вельс.
Розширення автошляху США 27 до 6 смуг триває у повіті Полк. Наступні розділи виконані та відкриті для шести смуг руху:
- ШД 60 до ШД 540 у Лейк-Вельс
- ШД 542 в Данді на північ від I-4 у Давенпорті

На північ від I-4, автошлях США 27 містить ненумеровані перехрестя з автошляхом США 192, а потім повітовою дорогою 474 (ПД 474) у Цитрус-Рідж, ШД 50 у Клермонті та ШД 19 на південь від Хавей-ін-зе-Хіллс, який також включає розв'язку на південь з Флоридським тюрнпайком Далі на північному заході можна зустріти розв'язку Тюрнпайк на північ. Автошлях США 441 пізніше приєднується до автошляху США 27 у Лісбурзі та автошляху США 301 в Беллвью, тільки для того, щоб відірватися від обох у Окалі.
Автошлях США 27 поновлює свій статус власного маршруту, поки не досягне Віллістона та не приєднається до автошляху США 41. Ця сумісність триває на північ доки автошлях США 41 досягає Хай-Спрінгс і приєднується до автошляху США 441. Автошлях США 27 йде на захід уздовж непідписаної ШД 20 у бік Перрі та приєднується до автошляху США 19 до США до Каппс, але не до відновлення напрямку на захід. У Таллахассі дорога перетворюється на Апалацьку паркову дорогу, що є головним шляхом схід-захід. Побудована у 1957 році, Апалацька паркова дорога починається на вулиці Монро у Таллахассі перед будівлею Капітолія штату Флорида. Автошлях США 27, нарешті, відновлює свій північно-західний напрямок. Шосе проходить через Гавану перед в'їздом до Джорджії.

### Джорджія
У Джорджії автошлях США 27 названо шосе Марти Беррі, що була засновницею Беррі-коледжу у Ромі. Автошлях США 27 — призначений коридором автодороги для розвитку дорожнього руху (GRIP), який згодом буде розширений до чотирьох смуг (в основному розділених) від штату Флорида до лінії штату Теннессі. Весь автошлях США 27 у Джорджії є одночасно з штатним шляхом 1.

### Теннессі

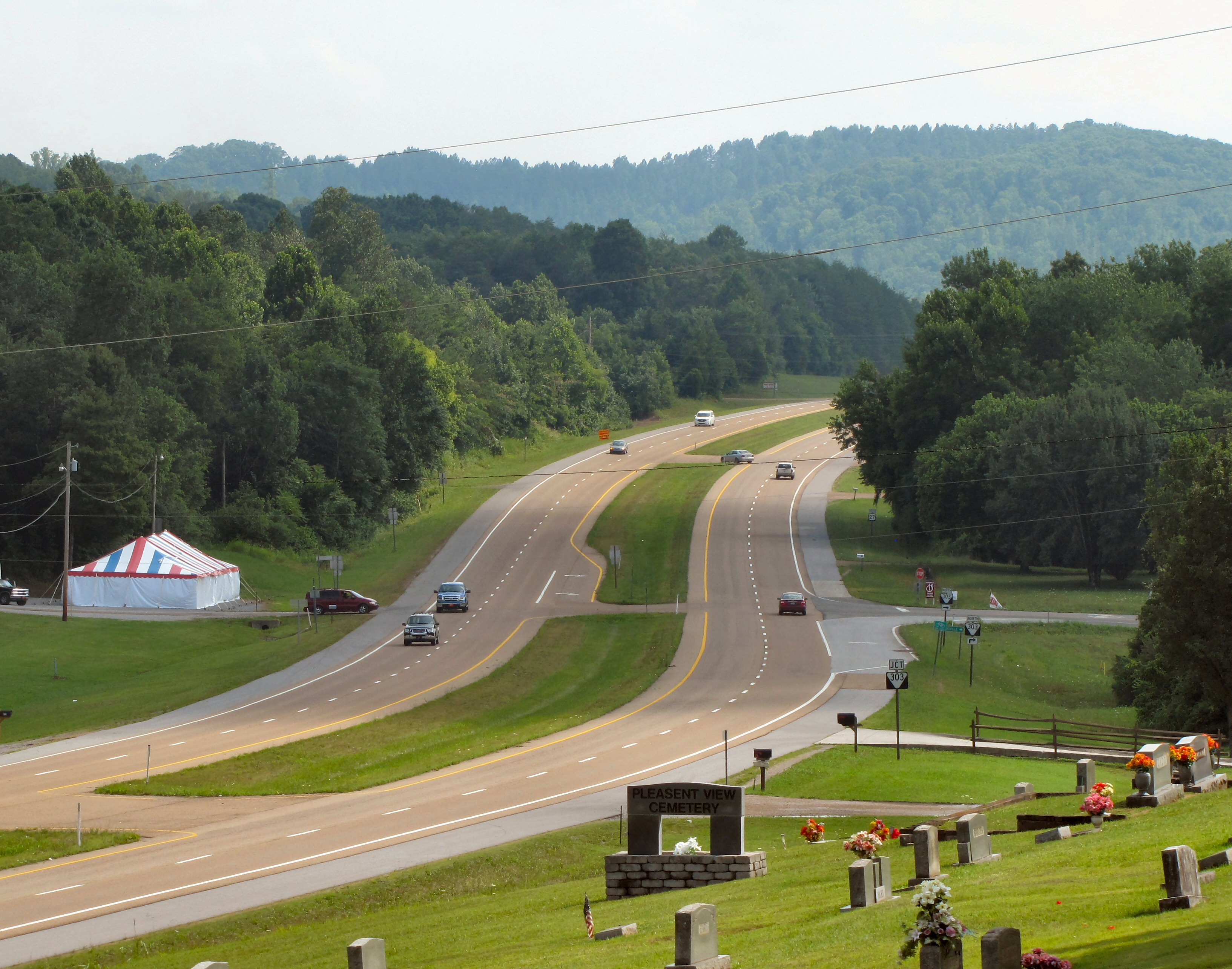
Автошлях США 27 в його перетині з ШД 303, поблизу Грейсвілла, штат Теннессі

У Чаттанузі, частина автошляху США 27 колись був підписаний як I-124. Хоча позначення все ще існує, воно більше не підписується як таке.
Протягом приблизно 130 км автошлях США 27 простягається між Чаттанугою та Харріманом, проходить долиною між річкою Теннессі на сході та плато Камберленд на заході. Західний хребет Вальденського хребта частково видно на заході. Від Чаттануги шосе проходить через Содді-Дейзі. Тут він перетинає штатний шлях 111 (ШД 111), що спрямовується на північний захід через Плато до Середнього Теннесі. Автошлях США 27 продовжується через Сейл-Крік і Грейсвілль, перш ніж досягти Дейтона. У Дейтоні він перетинає ШД 30, що з'єднує Дейтон з Пайкевілем на заході та Дікейтуром на сході, і ШД 60, що з'єднує Дейтон з Клівлендом на південному сході. Автошлях США 27 продовжується на північ через Евенсвілль до міста Спрінг-Сіті. У місті Спрінг-Сіті він перетинає ШД 68, що з'єднує область з Кросвіллом, на плато на захід.
Звідси, автошлях США 27 входить до повіту Роан, йде разом з автошляхом США 70 й проходе місто Роквуд. Після автошляху США 70 відділяється на схід, автошлях США 27 йде разом з ШД 61 через Гарріман, де він перетинається I-40. На цій ділянці вона є частиною Меморіального шосе Харві Х. Ханна. Біля Харрімана, поблизу міста Деармонд, автошлях США 27 піднімається на плато Камберленд і продовжує на північ через плато протягом останніх 89 км у штаті Теннессі.
У повіті Морган шосе проходить через Вартбург й Санбрайт. В Елгіні він перетинає ШД 52, яка з'єднує цю територію з історичним селом Регбі, Теннессі, повіт Фентресс на заході. За Елгіном автошлях США 27 проходить через Роббінс, Хантсвілл і Хеленвуд до досягнення Онеїда у повіті Скотт. У Онеїді, автошлях США 27 перетинає ШД 297, що продовжується на захід, до національної річки та рекреаційної зони Біг-Саут-Форк. Через короткий час, автошлях США 27 перетинається з ШД 456, що продовжує штатний шлях 63. Після зупинки він робить різкий лівий поворот, щоб пройти через центр Онеїди. Після ще 8-11 км він досягає Вінфілда. Вінфілд — це останнє місто, що розташовано на автошляху США 27 у штаті Теннессі.

### Кентуккі

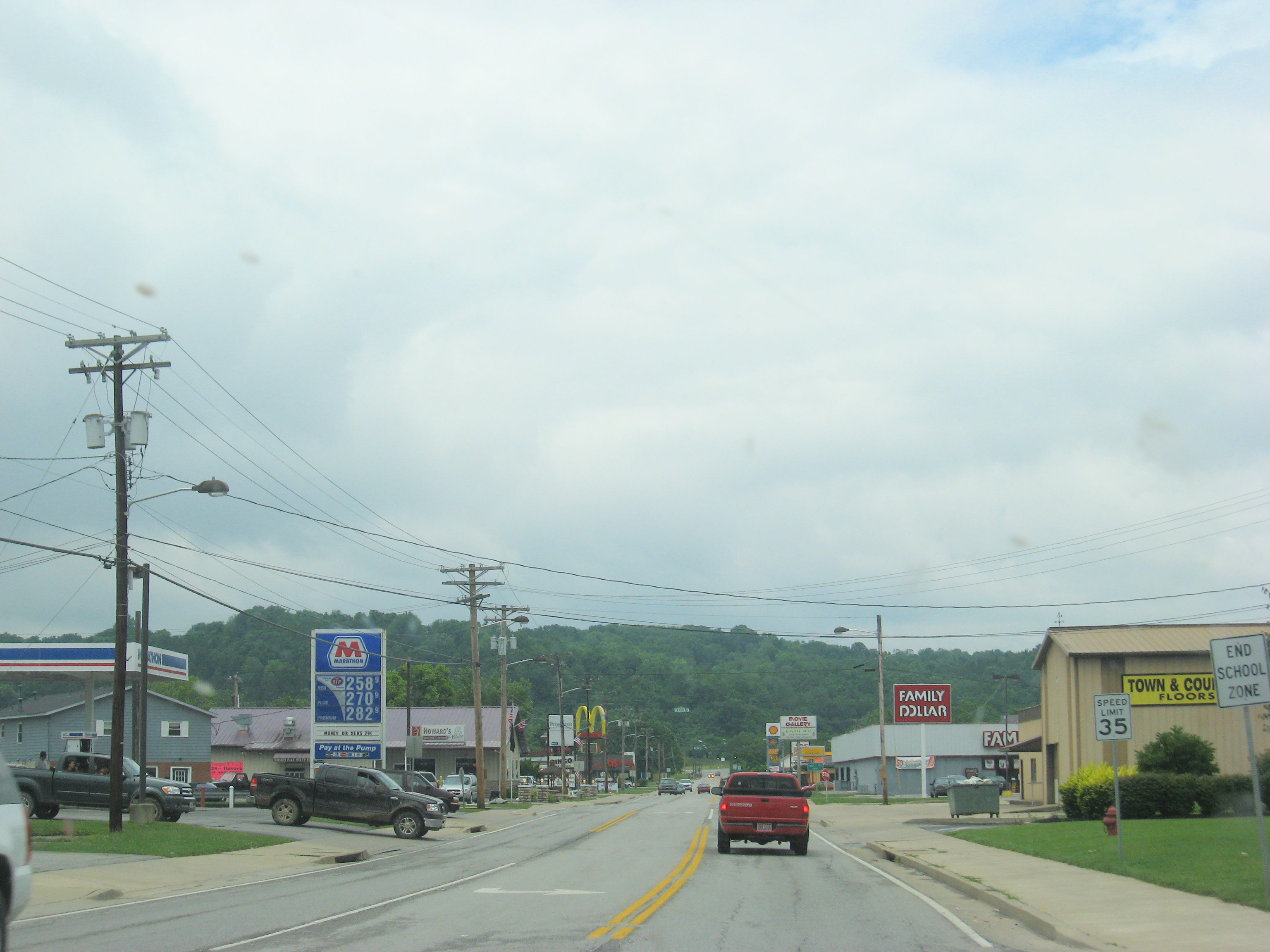
Автошлях США 27 в Фолмуті, штат Кентуккі

Автошлях США 27 у штаті Кентуккі проходить через Сомерсет, за ним — Стенфорд, Ланкастер, Нікоссвілль і Лексінгтон, де він починає одночасність з автошляхом США 68, що продовжується до Паріс. Автошлях США 27 продовжується на північ звідти через Сінтіану, Фолмаут, Александрію, Хайленд-Хайтс, Форт-Томас, Саутгейт та Ньюпорт, перш ніж переїхати в Огайо в Цинциннаті через міст Тейлор-Саутгейт. Від його стику з Interstate-471 в Хайленд-Хайтс через повіт Кемпбелл, це шосе з чотирма смугами з центральною смугою повороту для обох напрямків руху. Біля знака «Ласкаво просимо в Олександрію» в KY 536, автошлях США 27 перетворюється на розділенк чотирисмугове шосе з серединною травою. В даний час шосе прщширяжться протягом усієї його довжини від 536 до південного повіту Кемпбелл. В даний час автошлях США 27 знаходиться на стадії розширення проекту поблизу Гаррард ПД 1355 до шосе 34. Автошлях став чотирисмуговим до Лексінгтона.

### Огайо
Автошлях США 27 пересікає річку Огайо у центр міста Цинціннаті через міст Тейлор-Саутгейт. Автошлях США 27 слідує за шляхом Мерінг, Центральним проспектом, Езардом Чарльз проїздом та Центральним парковим шляхом через центр міста Цинциннаті. Автошлях США 27 короткочасно збігається з I-75, коли виїжджає на I-74 для іншого короткого збігу перед виходом на дорогу Колрейн. Потім автошлях США 27 продовжує на північний захід до Оксфорду, а потім доходить до кордону Індіани ще в 10 км на північний захід у Коледж-Корнер.
Загалом, автошлях США 27 — триває у Огайо 65 км: 30 км у повіті Гамільтон і ще 35 км у повті Батлер.

### Індіана

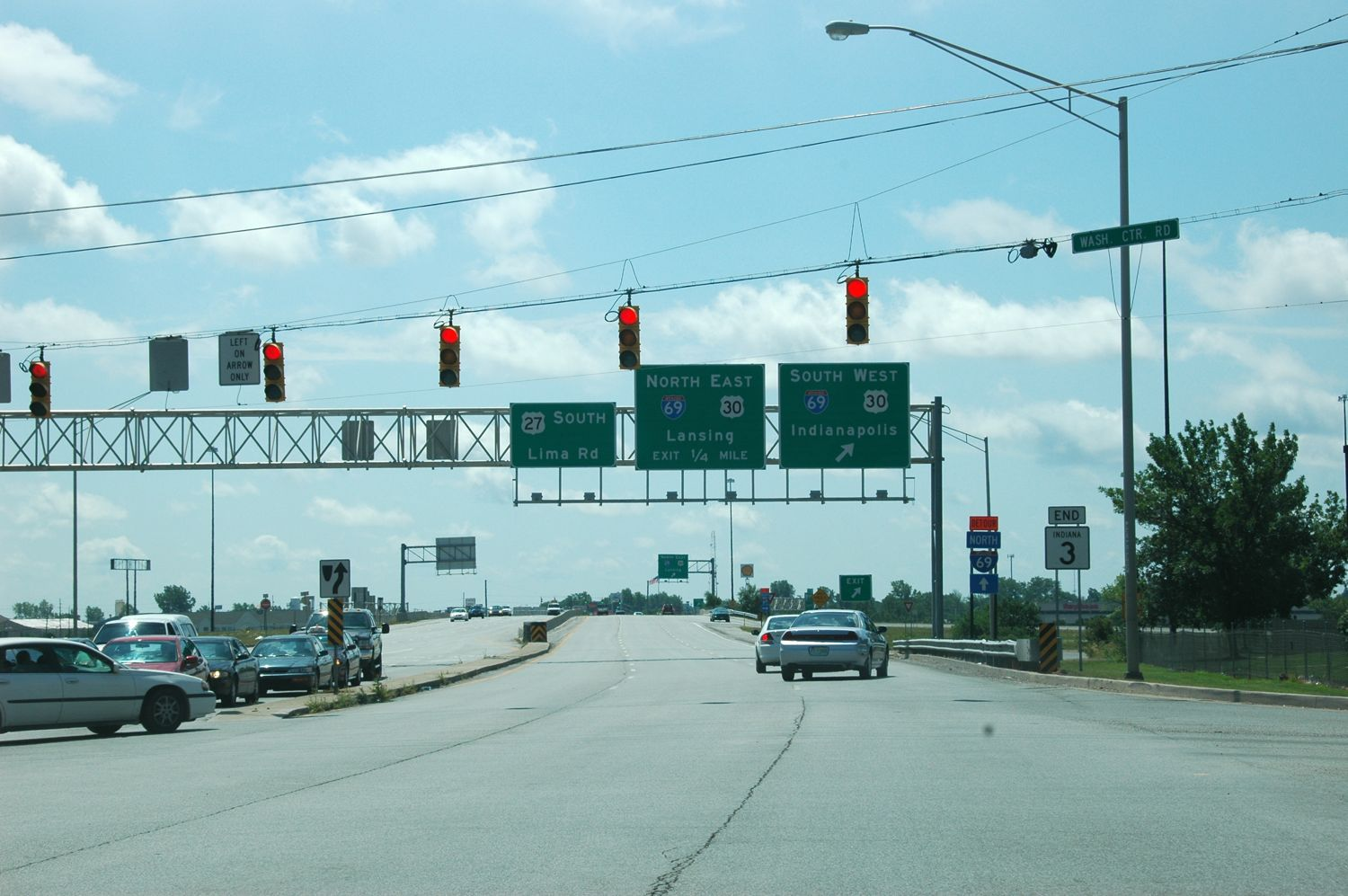
Дивлячись на південь на північний кінець автошляху США 27 у Форт-Вейні

Автошлях США 27 входить у південно-східну частину Індіани на південь від міста Ліберті. У Ліберті, автошлях США 27 повертає на північ, паралельно лінії штату Огайо. Він перетинає I-70 у місті Річмонд, штат Індіана, й продовжує на північ до Дікейтор. Автошлях США 33 приєднується до автошляху США 27 лише на південь від Дікейтура та йдуть разом до I-469 на південь від Форт-Вейна. Автошлях США 33 повертає на захід і слідує за I-469, тоді як автошлях США 27 продовжується на північ у центр міста Форт-Вейн, як Клінтон-стріт. На північ від центру міста, автошлях США 27 слідує дорогу Лайма до її кінця в I-69 / автошлях США 30.

## Історія

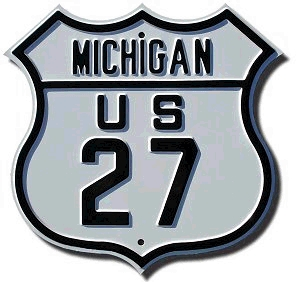
Автошлях США 27 більше не існує у Мічигані. Він був замінений на I-69, I-75 та автошлях США 127.

Спочатку південний кінець автошлях США 27 був у Цинциннаті, штат Огайо. У 1928 році шлях було продовжено на південь до Чаттануги, Теннессі, потім до Таллахассі, Флорида, у 1934 році. У 1949 році він був продовжений до свого поточного кінця у Маямі. На північному кінці автошляху США 27 спочатку припинено у місті Чебойган, штат Мічиган. У 1937 році маршрут було продовжено одночасно з автошляхом США 23 до міста Макінау, де він закінчився у штаті Мічиган-Автопаромний причал разом з автошляхом США 23 та автошляхом США 31. Після завершення мосту Макінак у 1957 році автошлях США 27 було простягнуто через міст до поточного перехрестя І-75 та автошляху США 2 біля Сент-Ігнас. У 1961 році було завершено те, що стало I-75, що дозволило позначити проїжджу частину як I-75. У той же час автошлях США 27 був усічений на розв'язці з I-75 10 км на південь від Грейлінг. У 2002 році північний кінець був перенесений на його сучасне місце.
Від Грейлінг до I-69 поблизу Лансінга, тепер дорога позначена автошлях США 127. Знаки автошляху США 27 було знято з I-69 між Лансінгом і Форт-Вейном у 2001 році. Офіційно нинішній північний кінець знаходиться на стику І-69, автошлях США 30 та ШД 3, але прямуючи на північ на I-69, все одно бачимо вказівники автошляху США 27 на деяких старих надземних знаках, що прямують до розв'язки І-469 на північній стороні Форт-Вейн.

### Індіана
2007 року в Індіані автошлях США 27 визначено, як історичне шосе.

### Мічиган
Автошлях США 27 був однією з шосе Мічигану, що мав позначення «Тимчасове I-75», коли І-75 ще будувався уздовж тодішньої М-76.